# Bradavičnatí holubi
Bradavičnatí holubi jsou skupinou plemen holuba domácího, která svým původem navazuje na užitková plemena, původním využitím těchto plemen bylo přenášení zpráv. V minulosti bylo za sídlo orientačních schopností holuba považováno jeho ozobí a proto byli do dalšího chovu vybíráni ptáci s jeho výrazným rozvojem, u bradavičnatých plemen je proto ozobí většinou nápadně vyvinuté a časté jsou i bradavičnaté výrůstky u kořene dolní poloviny zobáku. Bradavičnatá plemena jsou většinou větší než původní holub skalní, s výbornými letovými vlastnostmi a schopností polaření.
Mezi současná bradavičnatá plemena patří holubi vhodní pro extenzivní užitkový chov, kteří jsou plodní a létaví a díky své velikosti dávají jatečná holoubata dobré kvality, tak i plemena vysloveně okrasná, často s extrémními exteriérovými znaky. Moderní poštovní holub, který se původem rovněž řadí mezi bradavičnatá plemena, je šlechtěn pro sportovní využití.

## Klasičtí bradavičnatí holubi a bagdety
Mezi klasická bradavičnatá plemena se řadí především kariér a indián, jsou to plemena velmi stará, v současnosti čistě okrasná. Dále do této skupiny patří španiér a dragoun, který si stále zachovává extenzivní užitkovost. Do velké skupiny bagdet spadá francouzská, štajnhajmská či norimberská bagdeta, která se vyznačuje velice dlouhým a zahnutým zobákem, a několik českých plemen: bagdeta česká, moravská a ostravská.

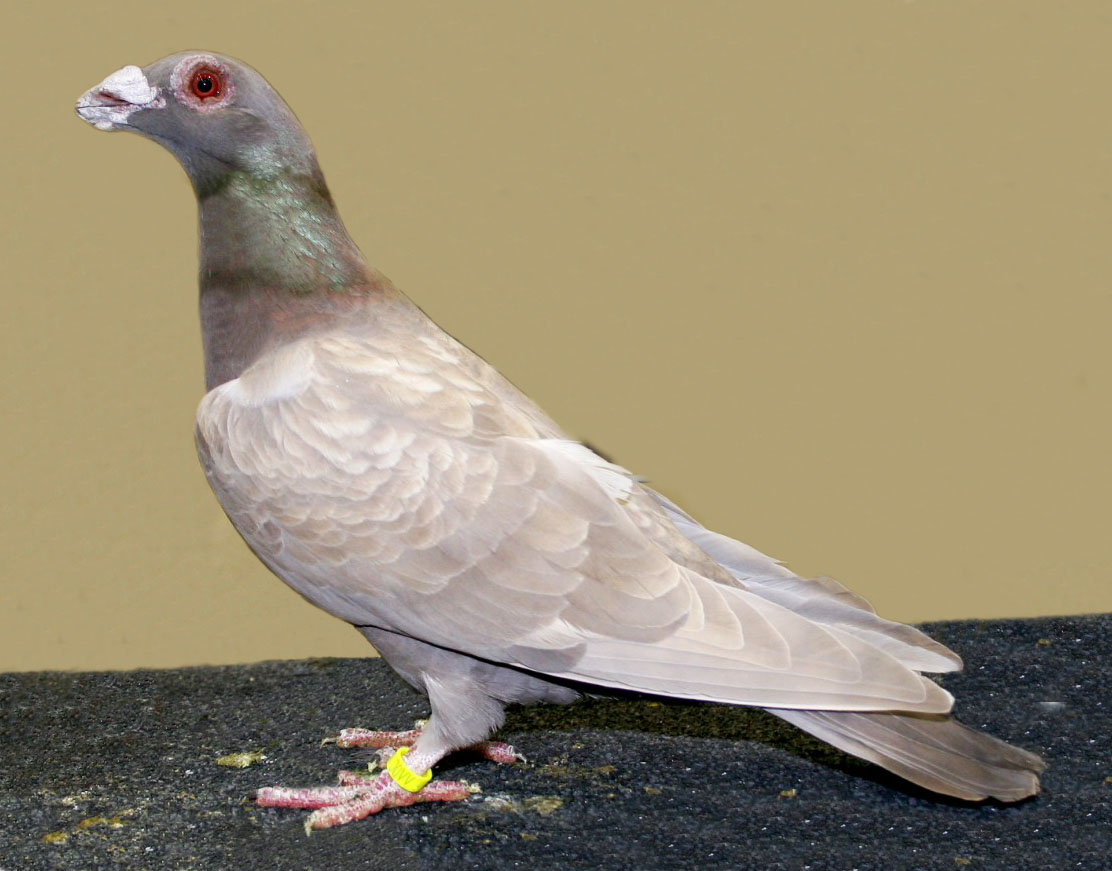
Dragoun
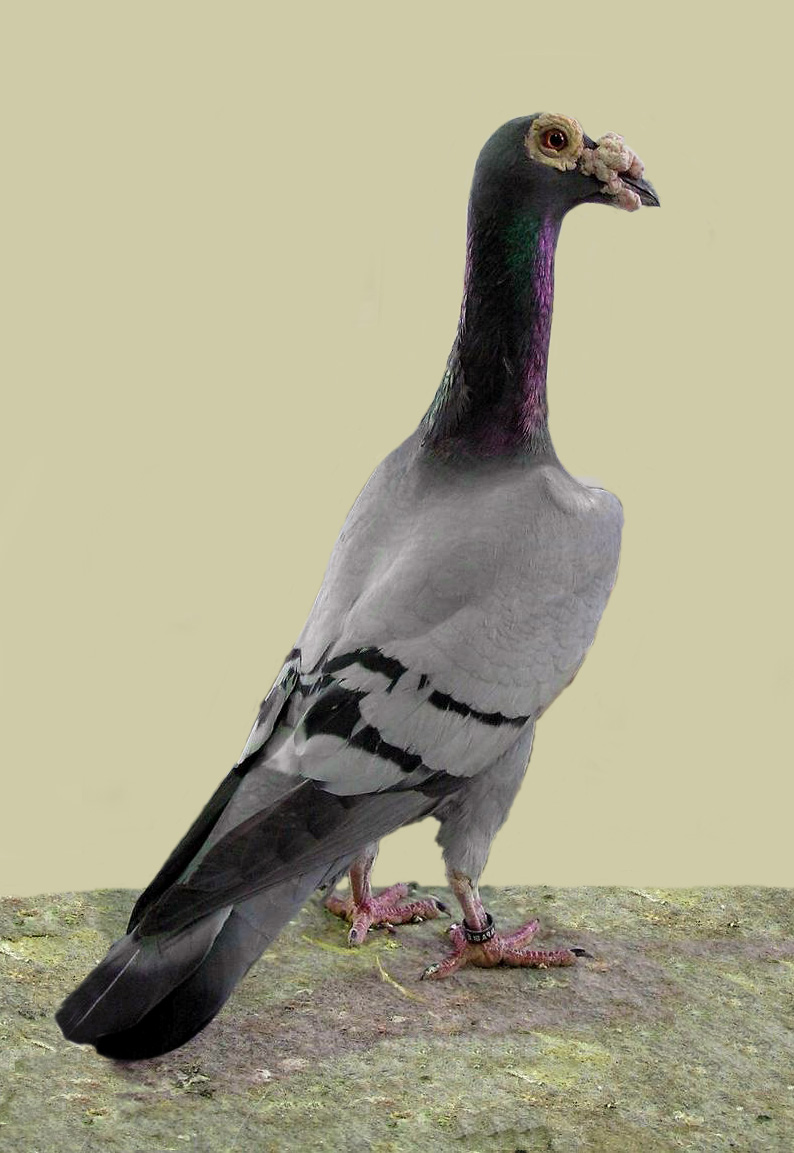
Kariér

## Výstavní holubi
Výstavní holubi byli vyšlechtěni z poštovního holuba. U těchto plemen byli na výstavách preferovány líbivé exteriérové znaky, bez jakéhokoliv důrazu na výkon. Jsou to především holubi okrasní. Nejrozšířenější a nejznámější je v České republice německý výstavní holub. Dále se do této skupiny řadí výstavní holub anglický, antverpský či americký a exhibiční holub.

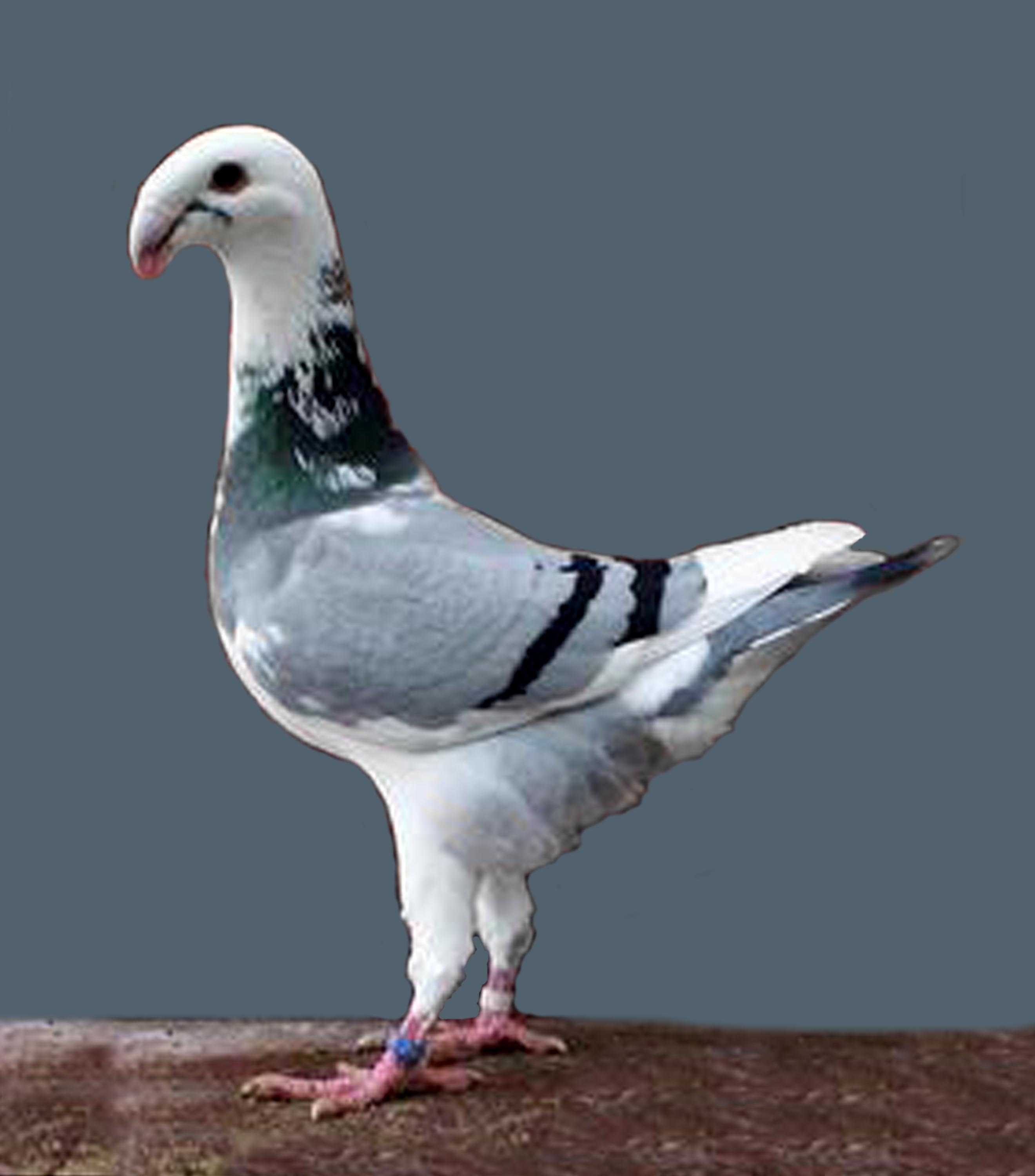
Německý výstavní holub
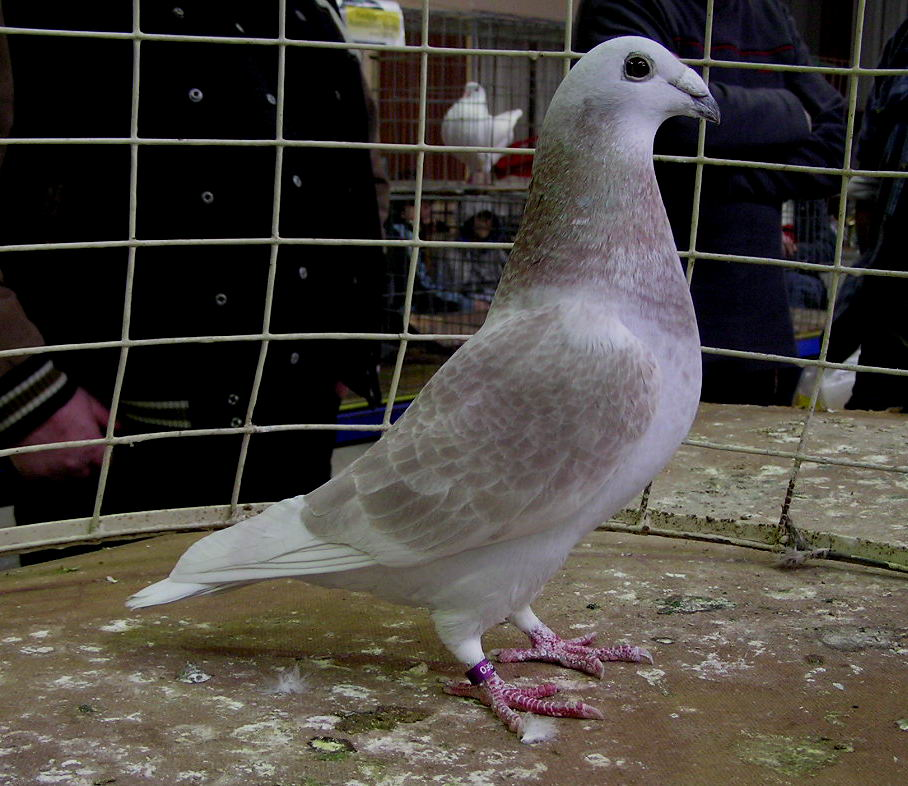
Anglický výstavní holub
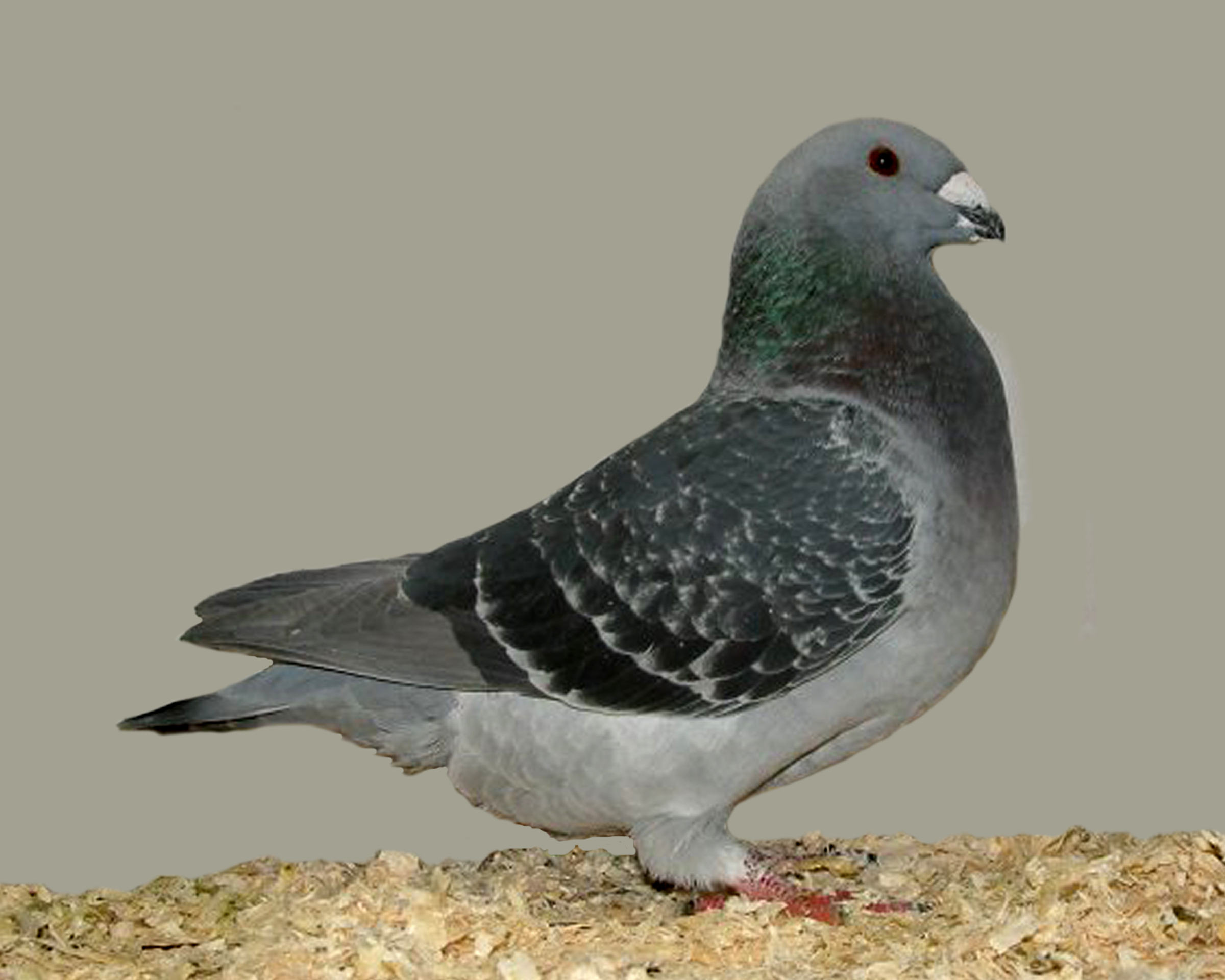
Americký výstavní holub